# Julius Joseph Neumann
Julius Joseph Neumann (* 15. Mai 1836 in Bolchen; † 30. Oktober 1895 ebenda) war katholischer Geistlicher und Mitglied des Deutschen Reichstags.

## Leben
Neumann besuchte das Bischöfliche Gymnasium und das Priesterliche Seminar in Metz. 1861 wurde er Priester und bis 1863 war er Kaplan in Ars an der Mosel. Zwischen 1863 und 1873 war er Pfarrer in Weimeringen, von 1873 bis 1878 Pfarrer in Oettingen und ab 1878 in Hayingen.
Von 1890 bis zu seinem Tode war er Mitglied des Deutschen Reichstags für den Wahlkreis Reichsland Elsaß-Lothringen 13 (Bolchen, Diedenhofen). Er war Mitglied der Elsaß-Lothringischen Protestpartei.